# Код Безопасности
«Код Безопасности» — системообразующая российская IT-компания, основанная в 2008 году. Основная сфера деятельности — разработка средств защиты информации. Решения «Кода Безопасности» задействованы в Министерстве обороны РФ, ФНС России, «РЖД» и других. Центральный офис компании располагается в Москве.

## История
Компания начала свою деятельность в качестве департамента разработки продуктов «Информзащиты». К 2008 году было принято решение выделить департамент в отдельную компанию под названием «Код Безопасности». Несмотря на формальную самостоятельность, «Код Безопасности» был ограничен в части процессов материнской компанией и занимался только разработкой ИБ-решений.
В 2012 году в руководство компании пришёл действующий генеральный директор Андрей Голов, который сменил на этом посту Анатолия Шаркова.
В 2013 году объём продаж компании вырос более чем на 40 %. Это произошло из-за обновления партнёрской программы и выхода новых модификаций ключевых продуктов, в том числе седьмой версии средства защиты от несанкционированного доступа Secret Net и программно-аппаратного комплекса доверенной загрузки «Соболь».
В 2015 году изменилась бизнес˗стратегия компании, расширилась линейка продуктов и изменились методы разработки. По итогам 2015 года оборот компании вырос на 48,5 % по сравнению с предыдущим годом.
В 2016 году бизнес «Кода Безопасности» вырос более чем на треть. До этого года 100 % акций компании принадлежали «Информзащите». На конец 2017 года 85 % акций стали собственностью инвестора Елены Боковой, 10 % — гендиректора «Информзащиты» Петра Ефимова, 5 % — у Аллы Скрябиной.
В 2017 году произошел ребрендинг и компания начала освоение зарубежных рынков, в том числе Южной Америки, Африки и Ближнего Востока. К концу года клиентами «Кода Безопасности» стали 8 тысяч компаний, среди которых было Федеральное казначейство, Банк России и ВТБ, Министерство финансов РФ, Генеральная прокуратура РФ, Министерство обороны РФ, МВД России, МОЭК, «Росатом», ФСО и другие.
В 2017 году «Код Безопасности» подписал соглашение о сотрудничестве с поставщиком ИБ-решений Al Hosani Computer LLC (ОАЭ) в регионы Ближнего Востока и Африки.
В 2018 году продукты компании применялись для обеспечения защиты президентских выборов и чемпионата мира по футболу на 7 футбольных аренах: в Екатеринбурге, Ростове-на-Дону, Калининграде, Нижнем Новгороде, Волгограде, Самаре и Саранске. Оборот компании превысил 4 млрд рублей.
В 2019 году стратегическим инвестором и мажоритарным акционером стал президент российской группы IT-компаний «Ланит» Филипп Генс. Его доля в уставном капитале ИБ-компании составила 84,15 %, 10 % акций остались у Петра Ефимова, 5 % — у Аллы Скрябиной. При этом «Код Безопасности» остался независимой компанией и не вошёл в состав «Ланита».
В конце 2019 года «Код Безопасности» обновил рекорд по обороту, он составил 6,5 миллиардов рублей — на 61 % больше, чем в 2018 году.
В 2020 году Минкомсвязь внесла «Код безопасности» в перечень системообразующих организаций. Из-за пандемии COVID˗19 и прекращения поставок зарубежных вендоров спрос на решения «Кода безопасности» вырос в 2 раза, и компания перешла на проектирование и сборку оборудования в России.
Так же «Код Безопасности» запустил собственный Центр мониторинга и реагирования, а затем подписал соглашение о сотрудничестве с Национальным координационным центром по компьютерным инцидентам (НКЦКИ). Договор позволял компании выполнять функции центра ГосСОПКА, а специалистам настраивать технические средства, анализировать данные о событиях информационной безопасности, выявлять уязвимости информационных ресурсов, устранять последствия инцидентов.
В распределении долей поставщиков средств защиты на российском рынке по объёму выручки в 2021 году компания «Код безопасности» занимает 7 % рынка.
В 2022 году «Русатом — Цифровые решения» начала переговоры о приобретении доли в «Коде безопасности».

## Награды и рейтинги
- Компания стала номинантом Национальной премии в области импортозамещения «ПРИОРИТЕТ-2016» в категории «Высокие технологии»[18]
- «Код безопасности» занял 10 место в списке крупнейших IT˗разработчиков в 2015 году по версии «CNews Analytics»[19] и 11 место в 2017 году[20]
- В 2016 и в 2018 году «TAdviser» внёс компанию в список крупнейших ИТ-компаний в России
- В 2019 году — 3 место в рейтинге крупнейших поставщиков средств информационной безопасности от «CNews Analytics»[21] и 4 место в рейтинге лидеров российского рынка ИБ за самый высокий показатель по росту выручки за год — на 61 %[22]
- Журнал «Эксперт» назвал «Код безопасности» лидером производительности среди IT-компаний[23]

## Деятельность
Продукты «Кода Безопасности» предназначены в основном для государственных организаций и больших компаний с госучастием, они охватывают защиту сетей, конечных станций, виртуальных сред и мобильных устройств. Решения компании имеют более 60 сертификатов российских регуляторов ФСТЭК ФСБ, Минобороны России, также «Код Безопасности» владеет 9 лицензиями.

## Санкции
23 февраля 2024 года компания была включена в блокирующий санкционный список США. Власти страны отмечают что клиентами компании является Министерство обороны и МВД России. Ранее, 15 апреля 2023 года, компания была включена в санкционный список Украины.

## Образовательные программы
«Код Безопасности» ведёт работу с молодыми специалистами. С 2019 года для них организована «Школа Кода Безопасности», занятия ведут сотрудники компании.
Компания участвует в профильных конференциях и сотрудничает с вузами и колледжами России. В 2018 году «Код Безопасности» подписал соглашение с МТУСИ, в рамках которого организации договорились о взаимодействии в подготовке специалистов в области информационной безопасности и совместных научно-прикладных исследованиях.